# Parque das Nações
Parque das Nações (portugalska izgovorjava: [ˈpaɾkɨ ðɐʒ nɐˈsõjʃ]; slovensko: Park narodov), pogovorno znan kot Expo (kot kraj Lizbonske svetovne razstave leta 1998), je freguesia (civilna župnija) Lizbone, glavnega mesta Portugalske. Parque das Nações je v vzhodni Lizboni vzhodno od Olivaisa, severovzhodno od Marvile in neposredno južno od meje Lizbone z Louresom. Od leta 2018 na tem območju živi približno 31.000 ljudi.

## Zgodovina
Okrožje je bilo postavljeno leta 1998 kot prizorišče svetovne razstave v Lizboni leta 1998. Po razstavi Expo '98 se je območje spremenilo v sodobno komercialno in stanovanjsko četrt, znano kot Parque das Nações (Park narodov).
V času popisa, opravljenega leta 2011, je po ocenah v Parque das Nações živelo 21.000 ljudi, in sta si ga do novembra 2012 delili občini Lizbona in Loures. Po zahtevi lokalnih prebivalcev, naj občina Lizbona priključi park Louresu in s tem integrira celotno območje v lizbonsko občino, območje je zdaj znotraj Lizbone in je najbolj severovzhodna župnija mesta.
Freguesia je nastala leta 2012 iz delov župnij Santa Maria dos Olivais (Lizbona), Sacavém in Moscavide (obe del občine Loures).

## Marina
Zaradi izkoriščanja svoje geografske lege ima Parque das Nações tudi povsem novo marino, Marina Parque das Nações s 600 privezi in sodobno infrastrukturo, rečnim pomolom za križarjenja ali zgodovinska plovila ter ekskluzivnim pontonom, pripravljenim za sprejem navtičnih in kopnih dogodke in mesto za opazovanje ptic, saj je v estuariju Tajo, enem največjih in najbolj raznolikih estuarijev v Evropi.

## Znamenitosti
Portugalski ulični umetnik Bordalo II ustvarja instalacije iz smeti, da bi poudaril prekomerno potrošnjo. Njegova dela, sestavljena iz živali, so ustvarjena, da bi poudarila uničenje vrst zaradi odpadkov, ki jih povzročajo ljudje. Ena od njegovih javnih skulptur je ogromen iberski ris v Parque das Nações, narejen za svetovno konferenco ministrov, odgovornih za mladino leta 2019, in mladinski forum Lizbona+21.
Druge znamenitosti v soseski so:
- Lizbonski oceanarij
- Casino Lisboa
- Altice Arena
- Gare do Oriente
- Stolp Vasco da Gama
- Vasco da Gama Mall
- Portugalski paviljon